# Harten- und Lindenhändel
Die Harten- und Lindenhändel bezeichnen zwei politische und soziale Unruhen des 18. Jahrhunderts in Stadt und Amt Zug. Streitpunkt der Auseinandersetzungen waren die französischen Pensionen und der Salzhandel. Die 1728 ausbrechenden Konflikte konnten erst 1768 beigelegt werden.

## Der erste Harten- und Lindenhandel in Zug 1728–1736
Die führenden Militärunternehmer des Standes Zug kamen aus dem stadtzugerischen Geschlecht Zurlauben. Fidel Zurlauben war Inhaber des besonderen Privilegs der Verwaltung der französischen Pensionen. Über ihre parteiische Verteilung durch die Zurlauben bestand seit langem Unmut. Zudem hatte sein Bruder Beat Jakob II. 1706 den Handel mit verbilligtem Salz aus der Freigrafschaft Burgund, die Pacht des Regals für hallisches Salz und den Meersalzvertrag in seinen Händen vereint. Fidel Zurlauben wurde 1717 Erbe der lukrativen Salzmonopole seines Bruders, was auch innere Konflikte in der Familie zur Folge hatte.
Das Äussere Amt forderte 1728 die Austeilung der Pensionen unter alle Bürger, ebenso wollte der ganze Stand Zug am Handel mit französischem Salz profitieren. Der Stadtzuger Ratsherr und Salzhändler Josef Anton Schumacher konnte vor allem unter der Landbevölkerung eine grosse Klientel für sich und wurde ein «markanter Anführer» der Harten. Die eng mit Frankreich verbundene Partei der Linden, angeführt von Fidel Zurlauben, war in einer schwächeren Position. Zurlauben wurde der Prozess gemacht, er floh nach Luzern und wurde in Zug im Juli 1729 wegen angeblich widerrechtlicher Aneignung des Salzhandels zu 101 Jahren Verbannung verurteilt. Die Familie musste die Gewinne aus dem Salzhandel zurückzahlen und war nach 300 Jahren politisch entmachtet.
In der Folge unterdrückten die Harten jegliche Opposition und verfolgten Altammänner der Linden. Der Stand Zug kündigte 1733 den Bund mit Frankreich auf. Die Linden leisteten mit Unterstützung des französischen Ambassadors Widerstand gegen das Gewaltregime. Zug war politisch isoliert, die Pensionen fielen aus und die Annäherung an den Kaiser hatte nur geringen Erfolg. Schumacher wurde Anfang 1735 von allen Ämtern enthoben und im Mai zur Galeere verurteilt, unter anderem «wegen Verbrechen gegen Friede und Ordnung». Die anderen Führer der Harten erhielten dagegen milde Strafen zu Verbannung, Ehrverlust oder Busse. Verurteilte Linden wurden rehabilitiert.
Zug kehrte 1736 ins Bündnis mit Frankreich zurück. Eine Amnestie beruhigte die Lage und die eine gleichmässige Verteilung der Pensionen erfolgte. Anstelle des französischen Salzes wurden sogenannte «Verehrgelder» überwiesen. Durch ihre parteiische Verteilung konnte sich der Ammann Johann Kaspar Luthiger (1749–1752 und 1758–1761) eine dominante Stellung verschaffen, die er als neuer Führer der Linden noch durch Wahlmanipulationen festigte.

## Der zweite Harten- und Lindenhandel in Zug 1764–1768
Luthiger kam als Aufsteiger und Pensionenverteiler zu grossem Vermögen. Der französische Kriegsminister Étienne-François de Choiseul änderte 1763 das Solddienstreglement für die Schweizer Truppen in französischen Diensten. Eine moderne Gradstruktur, neue Tenuevorschriften und die Herabsetzung der Truppenbestände waren die wichtigsten Neuerungen. In Zug weckte das umstrittene Reglement Kritik am Bund mit Frankreich und an der Salzpolitik der Linden. Unter der Führung von Franz Fidel Landtwing und Karl Kaspar Kolin kamen im folgenden Jahr erneut die Harten an die Macht. Die flüchtigen Altammänner Luthiger und Andermatt (1747–1749 und 1756–1758) wurden mit weiteren Linden wegen Aneignung der Salzgelder und politischer Machenschaften vor ein Sondergericht gestellt. Ein Tribunal aus 120 Ratsherren, Stadtbürgern und Landleuten beruhigte 1765 die Lage mittels «Gesatz und Ordnungen» gegen politische Manipulationen und Stimmenkauf.
Die Harten vermieden den Bruch des Bundes mit Frankreich, konnten aber die Salz- und Pensionenfrage erst 1768 lösen. Nach Luthigers Amnestie liess Frankreich die Verehrgelder und Pensionen dem ganzen Stand Zug zukommen zudem verzichtete es «fortan auf massive Einflussnahme» in Zug. Da nun alle Gelder gleichmässig aufgeteilt wurden und die Erlasse von 1765 wirkten, war die Befriedung dauerhaft.

«[Die Händel] standen in einem umfassenden Zusammenhang mit Familienfehden, sozialen Konflikten, dem Gegensatz zwischen Stadt und Amt Zug, zwischen aristokratischen und demokratischen Tendenzen, aussen-, bündnis-, konfessions- und wirtschaftspolitischen Faktoren sowie Fragen zum Staatsrecht und zur Herrschaftspolitik.»

## Belege
1. 1 2 3 4 5 6 7  Renato Morosoli: Harten- und Lindenhandel. 1. Kanton Zug.. In: Historisches Lexikon der Schweiz.  14. Oktober 2009.